# Giudecca di Reggio Calabria

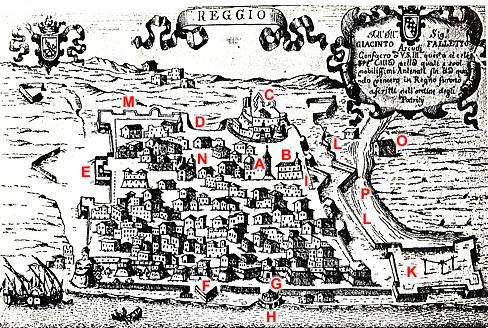
Mappa della città di Reggio Calabria nel Seicento. A: Chiesa Madre - B: Vescovato - C: Castello - D: - Porta Falsa - E: Porta Mesa - F: Porta Amalfitana - G: Porta della Marina o Porta Dogana - H: Fontana Nuova - I: Porta San Filippo - K: CastelNuovo - L: Trincere - M: Baluardi - N: La Cattolica - O: Molini - P: Fiume Calopinace

Con il termine Giudecca veniva identificato l'antico quartiere ebraico della città di Reggio Calabria.
La città, posta al centro dei traffici commerciali che si svolgevano nel Mediterraneo, polarizzava l'attenzione delle popolazioni asiatiche e, tra esse, di quelle ebraiche, conosciute da sempre per le loro abilità nel settore commerciale.

## Fonti sull'antico quartiere ebraico reggino
Molte e varie sono le fonti e i ritrovamenti archeologici che testimoniano l'esistenza di una comunità ebraica in città.
Secondo Flavio la prima comunità ebraica che si insediò stabilmente in città risale addirittura al tempo in cui Aschenez la fondò.
Secondo un'altra ipotesi il numero più cospicuo di ebrei in città si ebbe intorno all'anno 70 d.C. quando Tito sedò la rivolta di Gerusalemme, distrusse la città e il suo tempio. I superstiti all'eccidio abbandonarono le loro terre per rifugiarsi in ogni parte del mondo allora conosciuto.
Secondo Strabone, comunque, questo rappresentò un afflusso di ebrei che si sommò alla comunità già preesistente in città. Molti di loro trovarono occupazione nei cantieri navali del porto della città per costruire le galee utilizzate dai romani per traghettare le loro truppe nelle terre d'Oriente.
Prima dell'XI secolo d.C., la presenza di comunità ebraiche in città è testimoniata esclusivamente dal ritrovamento di alcune iscrizioni in ebraico, greco e latino che riportano alcuni nomi di personaggi provenienti da levante (siriani, israeliti, rodii, samaritani).
Con la venuta dei Normanni si hanno numerosi documenti espliciti che dimostrano la presenza di comunità ebraiche in città allocate nel quartiere della Giudecca. In questi documenti è possibile anche conoscere le loro attività e la loro condizione giuridica e sociale.
La documentazione diventa più consistente, chiara e dettagliata se viene analizzato l'intervallo temporale compreso tra il 1127 e il 1511. Infatti da quella documentazione è stato possibile desumere anche il luogo dove sorgeva l'antica Giudecca, poco oltre le antiche mura che delimitavano l'antico perimetro cittadino, e gli episodi che concorsero alla loro espulsione dalla città.

## La storia della Giudecca
L'antica Giudecca sorgeva in prossimità e all'esterno della cinta muraria, a nord dell'antica città, dove attualmente insiste la zona compresa tra la via Biagio Camagna, il corso Garibaldi e la via Fata Morgana. Si ha testimonianza che il quartiere fosse stato sede di una sinagoga e di una scuola ebraica. La Giudecca, essendo all'esterno della cinta muraria, era collegata con la costa attraverso la "Porta Tàrzana". L'espansione del quartiere è stata lenta nel tempo anche se, in determinati periodi storici, ha conosciuto una forte espansione edilizia e demografica. Già a partire dal XV sec. gli ebrei costituivano una corporazione con leggi e ordinamenti giuridici distinti da quelle dei Cristiani. Per differenziarsi dai Cristiani furono costretti, per disposizione di Federico II, ad indossare costumi particolari, viceversa poterono continuare a mantenere le proprie tradizioni quali l'osservanza del sabato e la celebrazione della Pasqua. Gli Angioini non furono teneri verso gli Ebrei, ma non si può neanche dire che furono dei persecutori. Tra le leggi che li favorì è da ricordare la legge angioina del 1357 che istituiva la "fiera franca di agosto", legge promulgata per agevolare i commerci con gli altri stati. In città iniziarono a confluire molti mercanti pisani, lucchesi e napoletani, per l'acquisto della seta e di altre mercanzie, di cui gli Ebrei detenevano il monopolio. Per far fronte all'aumentata attività commerciale locale sorsero in prossimità della "Porta Dogana" della città molti depositi di merci.
Con l'avvento degli Svevi, tra l'XI e il XIII sec., la comunità ebraica cittadina crebbe notevolmente. In quel periodo, infatti, prima con Enrico VI e successivamente con Federico II vennero promulgate alcune leggi che consentirono la crescita e lo sviluppo in città delle industrie della seta, del cotone, della canna da zucchero, della carta e numerose tintorie. Gli ebrei giunsero in città in grande numero, non tanto per lavorare nelle industrie sorte, ma per potenziarne l'attività produttiva attraverso prestiti di capitali che concedevano con alti tassi usurai. Il fenomeno dell'usura, più volte denunciato, fu persino tollerato dal re Federico II che la considerava "un'attività non contraria ai sacri canoni".
Nel periodo del governo angioino tra cristiani ed ebrei si ebbero anche momenti di frizione. Uno tra questi fu a causa del luogo che ospitava la sinagoga, zona prossima ad una zona popolata dai Cristiani. I Cristiani lamentavano l'interferenza del culto ebraico con le loro funzioni religiose e quindi ne chiedevano la demolizione o lo spostamento all'interno della Giudecca. La situazione venne affrontata dagli angioini in modo diplomatico: sia se i Cristiani avessero voluto la demolizione, sia se avessero voluto utilizzare l'edificio a loro uso, in ogni caso, avrebbero dovuto corrispondere agli ebrei un compenso adeguato per consentire la sua riedificazione all'interno del loro quartiere.
Ormai gli ebrei detenevano nelle loro mani larghi settori dell'economia cittadina, quali l'industria della seta e della tintoria. Portarono in città la coltura dei gelsi, la manifattura della seta e successivamente l'arte di colorare i tessuti con l'indaco. I loro prodotti venivano esposti e venduti non solo nei principali mercati del Regno, ma anche nel resto d'Italia, in Francia, Spagna e in Africa settentrionale. Per l'impulso positivo dato all'economia cittadina gli ebrei furono per lungo tempo non solo tollerati dagli abitanti della città, ma vennero, in alcuni casi, favoriti.
La spiccata indole mercantile della comunità ebraica, unitamente al diffondersi del fenomeno dell'usura, ha consentito loro, col passare dei secoli, di competere con le floride repubbliche marinare. Essi, infatti,  resero Reggio e il suo porto un animato centro di traffici commerciali con conseguente benessere per l'intera popolazione.
Reggio detiene un singolare primato in materia di pubblicazioni. Infatti proprio qui fu stampata la prima edizione ebraica della Bibbia. Presso una delle prime stamperie della storia con sede nella Giudecca di Reggio, fu infatti stampata il 5 febbraio 1475 la prima versione ebraica della Bibbia, secondo quanto riportato sulla "Storia di Reggio da' Tempi Primitivi sino all'Anno di Cristo 1797", di Domenico Spanò Bolani. Inoltre lo storico Vito Capialbi così scriveva nelle sue "Memorie delle Tipografie Calabresi":

Fu dessa il Commentario al Pentateuco di Rabbi Salomone Jarco impresso da un tale Abramo Garton figliuolo di Isacco, del quale niun'altra notizia mi è riuscito di raccogliere. E sebbene nell'istesso anno si fosse stampato in Pieve di Sacco, terra nel Padovano, il Rabbi Jacobi Ben Ascer Arba Jurim, ch'è la più antica delle altre edizioni ebraiche conosciute, pure dessa trovandosi impressa colla data del mese Jamuz, per quattro mesi posteriore devesi riputare.»
(Vito Capialbi, Memorie delle Tipografie Calabresi, 1835)
La copia anastatica del Pentateuco di Rabbi Salomone Jarco è visionabile presso la Biblioteca comunale "Pietro De Nava". (Jewish Encyclopedia per approfondimenti)
Con la dominazione normanna la comunità giudaica della città, anche grazie alle ricchezze di cui disponeva, acquisì maggiore visibilità sociale, continuò ad accrescere la sua potenza economica e fu trattata in modo egualitario alle altre numerose minoranze presenti in città. Il commercio continuò a progredire e svilupparsi e gli ebrei continuarono a dimostrarsi abili commercianti senza rivali. La loro attività ben presto superò il ristretto ambito del loro quartiere e si diffuse velocemente anche all'interno del perimetro delle mura. Quel momento a loro propizio gli consentì di esimersi da quello stato di inferiorità  e di ghettizzazione durato per lungo tempo e di partecipare attivamente alla pubblica amministrazione ma, senz'altro, contribuì ad accentuare conflitti e gelosie con i reggini. La potenza economica raggiunta dai Giudei risvegliò pretese e appetiti sia da parte della Chiesa come da parte del Comune che, vantando le più svariate pretese, entrarono in competizione per appropriarsi dell'enorme tributo versato dai giudaici. I normanni e gli svevi delegarono ai vescovi la giurisdizione civile e penale degli ebrei che dovettero corrispondere alla Chiesa, che esercitava anche la sua autorità giurisdizione sulla Giudecca, un tributo speciale, detto "morkafa" o "mortafa". Quel balzello è apparso come un atto di sottomissione alla prevalente comunità cattolica anche se i normanni seppero mantenere rapporti equilibrati ed improntati alla diplomazia tra la Chiesa cristiana e quella ebraica. In quegli anni i canonici della Chiesa maggiore, per conto dei Vescovi appoggiati dagli angioini, tentarono di convertire al cristianesino la comunità ebraica della Giudecca. Da questo momento tutto concorse a ingelosire gli animi e a far mal vedere gli Ebrei; cominciarono le prime lotte religiose, dando luogo, all'antisemitismo. La Giudecca venne presa di mira ed ogni minima occasione servì ad esasperare gli animi dei reggini, anche perché, in gran parte, erano debitori degli Ebrei. Per spezzare questo costante e crescente clima di tensione, il viceré Raimondo di Cardone, su pressione dei Vescovi, fu costretto a chiedere al re Ferdinando d'Aragona di promulgare un editto con il quale attuare l'espulsione dei giudei dalla città. Il re, credendo quanto a lui riferito sulla gravità della situazione in città, firmò il 25 luglio 1511 il Regio Decreto che, senza alcuna proroga, scacciò gli ebrei dalla città. Ma, secondo alcuni storici, la reale motivazione che causò l'espulsione degli ebrei dalla città furono le pressioni esercitate sugli spagnoli da parte dei pisani e degli amalfitani che subivano la concorrenza economica degli ebrei nel campo della seta. Così scrive, a proposito della espulsione degli Ebrei dalla Città di Reggio, il Canonico Tegani (vissuto fino alla fine del XVI secolo) nella sua Cronaca   “Anno Domini MDXI Iudaei a Rege nostro Ferdinando ab hoc Siciliae Regno expulsi sunt non sine Dei nutu. Die 25 mensis Iulii” (Nell'anno del Signore 1511, il 25 luglio, i Giudei furono espulsi dal nostro sovrano Ferdinando da questo Regno di Sicilia per volontà del Signore). L'espulsione degli Ebrei dal Regno di Napoli, allorquando  Ferdinando d’Aragona ne divenne signore (nel 1504 assunse il titolo di re di Napoli con il nome Ferdinando III di Napoli e con il nome Ferdinando II quello di Sicilia), fu decisa sulla base dell'Editto di Granada del 1492 che stabiliva la conversione forzata o l'espulsione dai territori del regno di tutti gli Ebrei.  L'evento fu visto dai reggini come un atto liberatorio. Il quartiere della Giudecca venne affidato in concessione ai Cristiani mentre il rimanente ricco patrimonio fu venduto all'incanto.  Il governanti spagnoli, scacciando gli Ebrei dal Regno, non solo commisero un grave atto di xenofobia, ma assestarono un colpo fatale all'economia della città.

## Il contributo degli ebrei alla cultura cittadina
Gli ebrei, oltre a contribuire all'espansione industriale e commerciale della città, diedero anche importanti contributi alla sua crescita culturale. Nel 1475 Abram Garton aprì in città una tipografia, la seconda del Regno di Napoli, in cui venne stampato il commentario al Pentateuco che rappresentò il primo testo pubblicato nel mondo in caratteri israelitici. La copia anastatica del Commentario di Rashi (Rabbi Salomone Jarco) è consultabile presso la Biblioteca Pietro De Nava della città.